# Viktor Zoller
Viktor Zoller (* 22. Juni 1912 in Ravensburg; † 28. Mai 1947 in Landsberg) war ein deutscher SS-Hauptsturmführer und als Adjutant im KZ Mauthausen und KZ Auschwitz I (Stammlager) eingesetzt.

## Leben
Viktor Zoller war Sohn des Kaufmanns und Bankiers Josef Zoller. Nach vier Jahren Grundschule besuchte er ein Realgymnasium, das er nach sieben Jahren mit der mittleren Reifeprüfung abschloss. Nach dem Schulabschluss arbeitete er im Rahmen eines Baumeisterpraktikums anderthalb Jahre auf Baustellen im Hoch- und Tiefbau und weitere anderthalb Jahre in einem Architekturbüro. Anschließend besuchte er die höhere Bauschule in Stuttgart, konnte jedoch das Studiengeld dafür nicht aufbringen.
Im Mai 1933 wurde er Mitglied der NSDAP (Mitgliedsnummer 3.287.569) und SS (SS-Nr. 77.379). Am 13. April 1934 trat Zoller seinen Dienst in der 1. SS-Totenkopfstandarte „Oberbayern“ in Dachau an. Im Anschluss an die zwölfwöchige Rekrutenausbildung kam er zur Wachtruppe. Nach dem Überfall auf Polen übernahm er die Führung des Kradschützen-Zugs des 1. Infanterieregiments in der von Theodor Eicke befehligten SS-Division Totenkopf. Vor dem Frankreichfeldzug wurde Zoller Anfang Mai 1940 zur Inspektion der Konzentrationslager nach Oranienburg versetzt. Am 22. Mai 1940 wurde Zoller in das KZ Mauthausen versetzt und löste Josef Kramer als Adjutanten von Lagerkommandanten Franz Ziereis ab. Dort war er an Häftlingstransporten der Aktion 14f13 in die Tötungsanstalt Hartheim. beteiligt. Im Mai 1942 wurde er schließlich dienstverpflichtet, als Angehöriger der SS-Totenkopf-Division unter Theodor Eicke am Russlandfeldzug teilzunehmen. Im Juli 1942 erlitt er bei der Kesselschlacht von Demjansk eine schwere Verwundung, der langwierige Lazarettaufenthalte folgten. Am 22. November 1943 trat er den Dienst als Adjutant des Kommandanten Arthur Liebehenschel im KZ Auschwitz I an. Nach Zeugenaussagen war er mehrfach bei Selektionen an der „Judenrampe“ anwesend. Mit 15. Mai 1944 wurde Zoller erneut in das KZ Mauthausen versetzt, wo er als Kommandeur des SS-Totenkopfsturmbanns eingesetzt wurde.
Nach Kriegsende versteckte Zoller sich einige Tage lang bei einem Bauern nahe Perg. Anschließend schlug er sich danach bis nach Mindelheim durch, wo er unter dem Namen Fritz Schlumberger untertauchen konnte. Am 8. Dezember 1945 wurde er von Angehörigen der US Army verhaftet und nach dem Kriegsverbrechergefängnis in Dachau gebracht. Zoller wurde vor einem US-Militärtribunal im Rahmen der Dachauer Prozesse beim Mauthausen-Hauptprozess angeklagt und am 13. Mai 1946 zum Tod durch den Strang verurteilt. Beim Urteil wurden als individuelle Exzesstaten bei Zoller die Anordnung und Durchführung von Exekutionen sowie die Teilnahme an Vergasungen berücksichtigt. Das Urteil wurde am 28. Mai 1947 im Kriegsverbrechergefängnis Landsberg vollstreckt.